# Tafelgeschäft
Ein Tafelgeschäft oder Schaltergeschäft ist ein Bankgeschäft, das Zug um Zug durch Austausch von Leistung und Gegenleistung (Zahlung) ohne sichtbare Buchung über ein Girokonto oder Wertpapierdepot erfolgt.

## Allgemeines
Der Begriff erklärt sich aus dem üblichen Ausführungsort am Bankschalter, also „über die (Schalter-)Tafel“. Üblicherweise wird im Tafelgeschäft eines der folgenden Finanzinstrumente gegen Bargeld getauscht:
- Sorten (Bargeld in Fremdwährung),
- Edelmetalle (in Form von Gold- oder Silbermünzen, Medaillen, Barren),
- Reiseschecks oder
- Wertpapiere als physisch ausgestellte Dokumente, also Tafelpapiere.

Tritt der Bankkunde als Käufer dieser Finanzinstrumente auf, muss er diese durch Bareinzahlung zum Briefkurs bezahlen, verkauft er sie der Bank, erhält er eine Barauszahlung in Höhe des Geldkurses.
Der ähnlich lautende englische Begriff (englisch Over-the-counter, OTC) ist allgemeiner zu verstehen, er bezeichnet jeglichen außerbörslichen Handel unabhängig davon, ob die gehandelten Papiere als effektive Stücke ausgehändigt werden.

## Recht (Deutschland)

### Allgemeines
Der Begriff des Tafelgeschäftes wurde im Rahmen der Debatte über die Steuerehrlichkeit eingeengt auf den Kauf und Verkauf von Effekten. Dabei sind einige Besonderheiten zu beachten, weil mit Wertpapieren – anders als bei Sorten und Edelmetallen – steuerpflichtige Zinserträge verbunden sind. Effekten werden heute ganz überwiegend im Wege der Girosammelverwahrung oder des Wertrechts gehandelt, also stückelos auf Wertpapierdepots verbucht. Deshalb bilden physisch lieferbare Wertpapierurkunden sowie entsprechende Tafelgeschäfte die Ausnahme.
Wertpapiere können im Wege des Tafelgeschäfts durch jeden Bankkunden legal erworben werden. Das Bundesverfassungsgericht hat dieses Urteil des Bundesfinanzhofs bestätigt. Demnach begründe die bloße Inhaberschaft von Tafelpapieren und deren Einlieferung in ein Wertpapierdepot für sich allein noch keinen Anfangsverdacht einer Steuerstraftat. Liegen jedoch Hinweise auf eine gezielte Anonymisierung vor, so setzt sich jemand dem Verdacht aus, er habe mit dieser Art der Geschäftsabwicklung die Weiche für eine nachfolgende Steuerverkürzung oder -hinterziehung gestellt. Das trifft insbesondere zu, wenn Konten und Depots bei einem Kreditinstitut geführt werden, gleichwohl dort aber Wertpapiergeschäfte als Bargeschäfte getätigt werden.
Beide Urteile betreffen lediglich die Bankkunden, welche Tafelgeschäfte bei ihrer Hausbank abwickeln, bei der sie auch ihre Bankkonten unterhalten. Im Umkehrschluss werden von diesen Urteilen jene Bankkunden nicht erfasst, die entweder bei einer anderen Bank ihre Konten führen oder gar keine Bankkonten besitzen. Hierfür kann es rationale Gründe geben. Werden Tafelgeschäfte bei einer anderen Bank als der Hausbank getätigt, können Gebührengründe vorliegen; unterhält ein Kunde gar keine Bankkonten, sind Tafelgeschäfte für ihn die einzige Möglichkeit, Bankgeschäfte zu tätigen.
Steuerrechtlich liegt ein Tafelgeschäft vor, wenn Wertpapiere gegen Übergabe ausgezahlt oder gutgeschrieben werden und diese vom Kreditinstitut weder verwahrt noch verwaltet werden bzw. gegen Aushändigung der Zinsscheine ausgezahlt oder gutgeschrieben werden und die Schuldverschreibungen nicht von dem Schuldner oder dem inländischen Kreditinstitut verwahrt werden. Dann können diese Wertpapiere lediglich noch über den Ausnahmetatbestand des § 49 Abs. 1 Nr. 5d EStG besteuert werden.

### Motivation
Legale Motive für eine Eigenverwahrung: sie erspart dem Bankkunden Depotgebühren oder er kann besonders schmuckvolle Wertpapierurkunden verschenken. Auch kann der Bankkunde durch das Tafelgeschäft verhindern, dass die Bank im Rahmen des AGB-Pfandrechts hierauf zugreifen kann. Bereits illegal ist die Verschleierung des Vermögens für den Fall eines etwaigen Zugewinnausgleichs des Ehepartners oder das Verstecken von Vermögen vor Gläubigern oder Erben. Diese Handlungen können nach § 3 Anfechtungsgesetz anfechtbar sein. Einige Bankkunden glauben irrtümlich, dass sie durch Tafelgeschäfte die erworbenen Wertpapiere vor einer Insolvenz des Kreditinstituts retten müssten. In einer Insolvenz des Kreditinstituts kann der Kunde die auf seinem Depotkonto verbuchten Wertpapiere jederzeit verlustfrei herausholen (in der Fachsprache: aussondern): siehe Artikel Insolvenz des Verwahrers.

### Anonymität und Bankgeheimnis
Unterschreiten die Tafelgeschäfte bestimmte Schwellenbeträge, bleibt der Bankkunde anonym, da durch Barzahlung seine Bankkonten nicht berührt werden und die Transaktion durch Kreditinstitute nicht aufgezeichnet wird. Diese Anonymität des Bankkunden wird jedoch bei Überschreitung von zwei Schwellenbeträgen aufgehoben:
- Annahme und Abgabe von Bargeld, Wertpapieren von mindestens 15.000 Euro (§ 10 Abs. 3 Nr. 2 GwG) oder Edelmetallen von mindestens 2.000 Euro (§ 10 Abs. 6 GwG), unabhängig davon, ob ein Bankkonto eingeschaltet wird;
- An- und Verkauf von Sorten von mehr als 2.500 Euro, wenn kein Bankkonto eingeschaltet wird; bei Einschaltung eines Bankkontos gilt die Schwelle von mindestens 15.000 Euro (§ 25k Abs. 1 KWG).

In diesen Fällen besteht aufgrund der § 10 Abs. 1 GwG eine Identifizierungspflicht gegenüber dem Kreditinstitut durch Vorlage des Personalausweises oder Reisepasses, aus denen Name sowie Geburtsdatum und Anschrift, soweit sie darin enthalten sind, und das Feststellen von Art, Nummer und Behörde des Ausweises festzuhalten sind.
Bei Grenzüberschreitungen muss der Reisende innerhalb der EU auf Nachfrage, außerhalb der EU und zurück eine schriftliche Auflistung über Bargeld, Wertpapiere und fällige Zinsscheine deklarieren, wenn sie den Schwellenbetrag von 10.000 Euro überschreiten.
In einer weiteren Entscheidung zum Thema hat der Bundesfinanzhof am 2. August 2001 klargestellt, dass bei anonymisierten Tafelgeschäften das Bankgeheimnis keine Vertrauens- und Schutzwirkung entfaltet. Das Urteil betraf Fälle einer Betriebsprüfung von Kreditinstituten durch die Finanzämter, bei denen Tafelgeschäfte entdeckt und zu den Bankkunden zurückverfolgt wurden. Trotz der anonymisierten Tafelgeschäfte konnten sich die entdeckten Bankkunden nicht auf das Bankgeheimnis berufen.

### Besteuerung
Durch die Abgeltungsteuer verlieren Tafelgeschäfte weitgehend ihre Bedeutung für mögliche Steuerhinterzieher. Einkünfte aus Kapitalvermögen werden seit Januar 2009 nicht mehr mit dem individuellen Steuertarif belastet. Für Kapitalerträge gilt ein Steuersatz von 25 % (§ 32d Abs. 1 EStG), die Einkommensteuer ist damit abgegolten.  Durch die Einführung der Abgeltungsteuer ab Januar 2009 werden bei der Einlösung von Kupons im Wege des Tafelgeschäfts 25 % vom Ertrag durch das Kreditinstitut einbehalten. Die nach altem Recht geltende Unterscheidung zwischen einer Zinsabschlagsteuer von 30 % auf Erträgnisse von in Wertpapierdepots verbuchten Wertpapieren und 35 % bei Tafelgeschäften ist entfallen, weil das neue Recht keine Sonderregelung für Tafelgeschäfte mehr vorsieht. Die Kapitalerträge mit Abgeltungsteuer – also auch Erträge aus Tafelgeschäften – müssen seither nicht mehr zwingend in der Steuererklärung angegeben werden.

## Nachteile
Bei Eigenverwahrung muss sich der Inhaber um Zins- und Dividendenzahlungen, die Endfälligkeit von Anleihen sowie um die Einlösung von Bezugsrechten selbst kümmern und entsprechende Fristen beachten. Dazu muss er die Kupons vom Bogen des Wertpapiers abtrennen und der Bank selbst zur Barauszahlung vorlegen. Er trägt die Risiken vor Diebstahl und Vernichtung, sofern er die effektiven Stücke der Wertpapiere nicht in ein Bankschließfach einliefert. Außerdem besteht bei Fristenversäumnis das Risiko der Verjährung der Ansprüche. Für die Eigenverwahrung zuhause gilt, dass auch Bargeld und Wertpapiere in der Hausratversicherung mit eingeschlossen sind. Doch hierbei sehen die Bedingungen Höchstgrenzen vor. Grundsätzlich ist die Entschädigung für Wertsachen je Versicherungsfall meist auf 20 % der Versicherungssumme begrenzt, sofern nicht höhere Grenzen vereinbart wurden. Werden etwa Geld oder Inhaberpapiere nicht im Tresor aufbewahrt, ist eine Entschädigung in der Regel auf 1.000 Euro begrenzt. Das Limit für Sparbücher, Urkunden oder sonstige Wertpapiere liegt meist bei 2.500 Euro.